# Nicotianamine
La nicotianamine est un inhibiteur de l'enzyme de conversion de l'angiotensine.
C'est un chélateur ubiquitaire chez les plantes vasculaires, qui dérive de trois molécules de S-adénosylméthionine sous l'action de la nicotianamine synthase.